# Lac des Gaillands
Le lac des Gaillands est un lac artificiel situé sur le territoire de la commune de Chamonix-Mont-Blanc en Haute-Savoie.

## Présentation
Au début du XXe siècle, lors de la construction de la ligne Saint-Gervais-Vallorcine, une excavation a été créée pour extraire du remblai. Cette excavation a ensuite été mise en eau, grâce à un ruisseau issu du lac à l'Anglais voisin, ce qui a entraîné la création du lac des Gaillands. Après avoir traversé le lac, ce ruisseau se jette dans l'Arve une centaine de mètres en aval.
Ce lac, très fréquenté par les promeneurs, se situe au sein d'une zone de sport et de détente qui comprend également le lac à l'Anglais et le rocher d'escalade des Gaillands. Des bords du lac, on jouit d'une vue imprenable sur le massif du Mont-Blanc et sur le glacier des Bossons. Ceci a valu au lac le surnom de Miroir du mont Blanc, nom d'ailleurs un temps porté par un hôtel voisin.
Le lac des Gaillands est ouvert à la pêche. On y trouve des truites fario, des truites arc-en-ciel et des écrevisses signal. Il constitue un parcours de pêche de première catégorie, avec une moyenne de cinq poissons par jour et par pêcheur.
Dès le départ, la vocation touristique du lac a été mise en avant. Ainsi, dans une lettre du 28 octobre 1899 adressée au maire de Chamonix par un sous-traitant du PLM pour la construction de la ligne de chemin de fer, il est question d'un « emprunt dans les propriétés communales des Gaillands au moyen d'une drague ou d'un extracteur qui creuserait à environ un mètre cinquante centimètres (1,50) au-dessous des eaux de l'Arve. » La lettre poursuit : « Comme cette surface serait assez grande et que vous n'auriez pas à nous limiter, cela vous permettrait d'établir un lac qui à la fois vous créerait un lac d'agrément pour les nombreux étrangers qui viennent chaque année visiter votre belle ville et ses environs, et vous auriez en le rendant poissonneux un revenu que retirerait votre budget en louant ce lac pour la pêche. Nous ne demandons rien pour ce bien que nous ferions à votre ville mais il va de soi que la ville ne nous demanderait rien non plus comme droit d'emprunt [...]. »
La gare des Pélerins de la ligne Saint-Gervais - Vallorcine se trouve à l'extrémité sud du lac, au sein du quartier des Pélerins.

## Pour approfondir